# أندي كونينغهام
أندي كونينغهام (بالإنجليزية: Andy Cunningham)‏ (30 يناير 1890 في المملكة المتحدة - 8 مايو 1973) هو مدرب كرة قدم ولاعب كرة قدم بريطاني (وحمل سابقاً جنسية المملكة المتحدة لبريطانيا العظمى وأيرلندا) في مركز الهجوم. شارك مع منتخب اسكتلندا لكرة القدم. أما مع النوادي، فقد لعب مع نادي رينجرز ونادي كيلمارنوك ونيوكاسل يونايتد ورابطة كرة القدم الاسكتلندية الحادية عشر ‏.

## وصلات خارجية
- أندي كونينغهام على موقع الاتحاد الإسكتلندي (الإنجليزية)
- أندي كونينغهام على موقع قاعدة بيانات كرة القدم.إي يو (الإنجليزية)
- أندي كونينغهام على موقع ناشيونال فوتبول تيمز (الإنجليزية)
- أندي كونينغهام على موقع Soccerbase.com (لاعب) (الإنجليزية)